# Notaspidium villegasi
Notaspidium villegasi is een vliesvleugelig insect uit de familie bronswespen (Chalcididae). De wetenschappelijke naam is voor het eerst geldig gepubliceerd in 1991 door Halstead.